# Catedral de San Rufino (Asís)

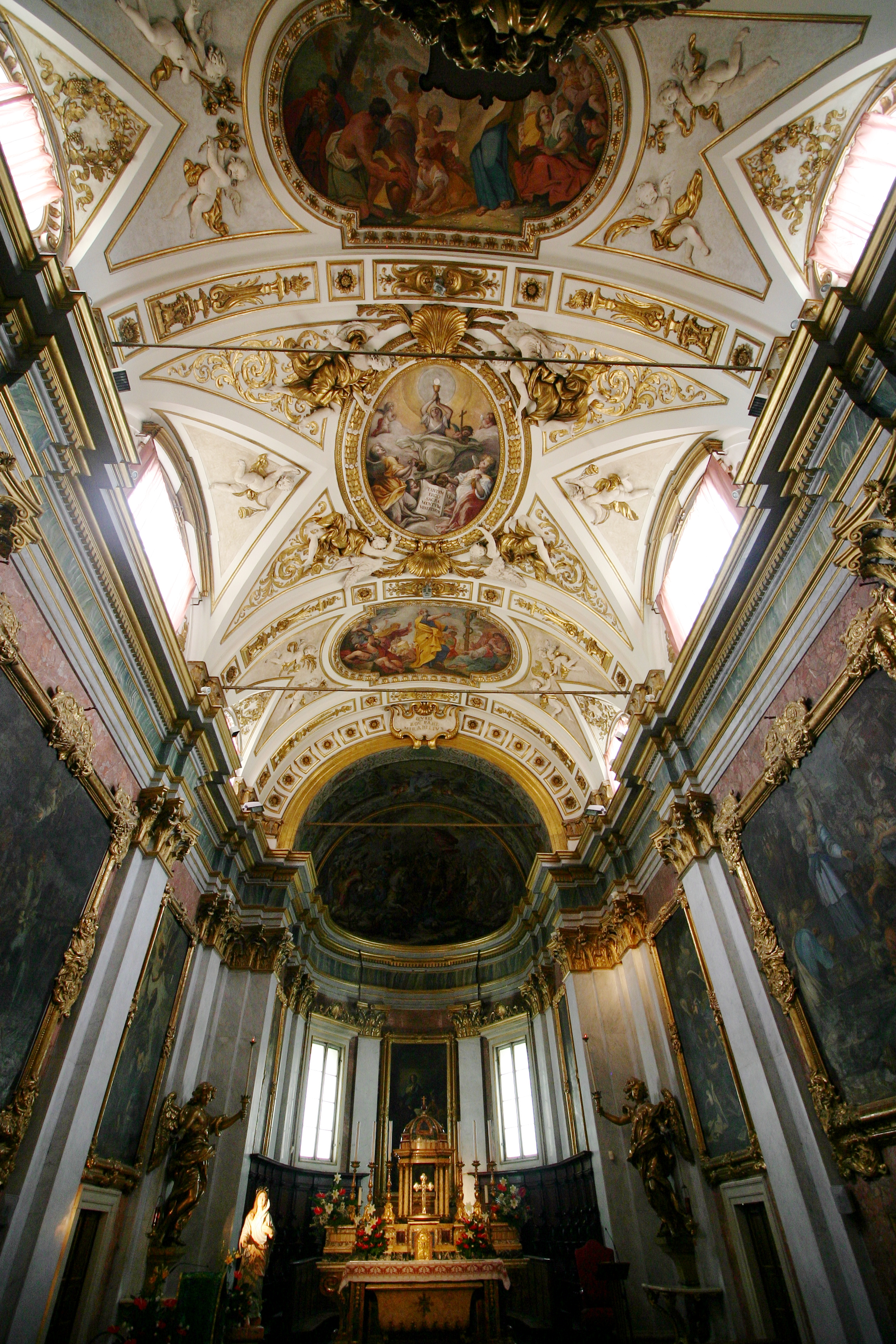
Vista interior

La catedral de San Rufino o simplemente catedral de Asís (en italiano: Cattedrale di S. Rufino) es un templo católico dedicado a San Rufino (Rufino de Asís) que constituye una importante iglesia de Asís, Italia, y destaca en la historia de la orden franciscana. En esta iglesia San Francisco de Asís (1182), Santa Clara (1193) y muchos de sus discípulos originales fueron bautizados. Fue en la audiencia de Francisco predicando en esta iglesia en 1209 que Clara se sintió "profundamente conmovida" por su mensaje y realizó su llamado.
Esta iglesia majestuosa en el estilo románico de Umbría era la tercera iglesia construida en el mismo sitio para contener los restos del obispo Rufino de Asís, martirizado en el siglo III. La construcción se inició en 1140 con el diseño de Giovanni da Gubbio, como atestigua  la inscripción de la pared visible dentro del ábside. 
En 1228, mientras estaba en Asís para la canonización de San Francisco, el Papa Gregorio IX consagró el altar mayor. El Papa Inocencio IV inauguró la iglesia terminada en 1253.